# Isak Magnusson
Pour les articles homonymes, voir Magnusson.
Isak Magnusson, né le 16 juin 1998 à Emmaboda en Suède, est un footballeur suédois qui évolue au poste d'ailier droit à l'Östers IF.

## Biographie

### Kalmar FF
Passé par le Lindås BK, Isak Magnusson est ensuite formé au sein du club du Kalmar FF, en Suède. C'est avec ce club qu'il découvre le monde professionnel. Le 16 mai 2017, il joue son premier match en équipe première, lors de la 9e journée d'Allsvenskan de la saison 2017 face à l'IFK Norrköping. Son équipe est battue par deux buts à zéro ce jour-là. Il ne joue que trois matchs de championnat lors de sa première saison avec les professionnels.
C'est lors de la saison 2018 qu'il s'impose en équipe première, devenant un membre régulier de l'équipe. Il inscrit son premier but en professionnel le 8 juillet 2018, lors d'une victoire de son équipe face à l'IFK Göteborg. Titulaire sur l'aile gauche de l'attaque ce jour-là, il marque le dernier but des siens, qui s'imposent par trois buts à un.

### Östers IF
En juillet 2021, Isak Magnusson s'engage en faveur de l'Östers IF,.

### En sélection
Avec l'équipe de Suède des moins de 20 ans, il participe à deux rencontres en 2018, dont une victoire trois buts à un contre le Danemark le 13 octobre, lors de sa première sélection. Il inscrit également son premier but ce jour-là.